# Carl Lundahl (bokhandlare)
Carl August Andreas Lundahl, född 17 augusti 1865 i Ronneby, död 14 maj 1944 i Stockholm, var en svensk bokhandlare.
Carl Lundahl började 1881 i N. P. Pehrssons bokhandlare i Göteborg och efter att ett par år varit anställd vid Lindstedts bokhandel i Lund var han 1889–1899 anställde vid bokhandelsfirman Samson & Wallin. 1899 utsågs han till föreståndare för bokhandelsbolaget Minerva, men återvände 1901 till Samson & Wallin, som under tiden övertagits av AB Nordiska bokhandeln. Inom detta bolag var Lundahl anställd som föreståndare för en engelska och medicinska avdelningen till 1938, då han pensionerades. Lundahl var ordförande i Svenska bokhandelsmedhjälpareföreningen 1898–1901, sekreterare i Svenska bokhandelsskolan från dess grundande 1904 till 1936 samt ledamot av styrelsen och lärare där under samma tid. Lundahl var en av Sveriges främsta kännare av svensk bokhandelshistoria. Han var redaktör för Svenska bokhandelsmedhjälareföreningens två festskrifter Pro Novitate (1895 & 1913) och medarbetade i föreningens tidskrift BMF.